# Ève Angeli
Ève Angeli (pseudonimo di Vanessa Annelyse Eve Garcin; Sète, 25 agosto 1980) è una cantante francese.

## Biografia
Ève Angeli ha fatto i suoi primi passi nel mondo del grande pubblico in occasione dell'uscita di «Graines de stars» nel 1999 sulla rete televisiva M6. Scoperta da Philippe Poustis (fondatore dell'etichetta NRJ Music, filiale discografica del NRJ Group) dopo una campagna di ricerca di nuovi talenti sull'antenna di NRJ, Eve fa uscire il suo primo singolo (realizzato da Yvan Tarlay) un anno più tardi, Avant de partir. Esso è salito al quarto posto dei singoli più venduti, ed ha venduto più di 800 000 copie.
Nel 2001 Eve fa uscire un secondo singolo, Elle, quindi Aime-moi, il suo primo album. Il secondo album, Nos différences, esce nel 2002, con un duetto Nos différences (Caught In The Middle) con la boy band inglese a1.
Da maggio a luglio 2004, Eve Angeli partecipa al reality show La Ferme Célébrités (format francese equivalente al nostro La fattoria), sulla rete televisiva TF1. Al termine della trasmissione farà uscire una compilation dei suoi più grandi successi, da cui sarà estratto il suo adattamento della hit di Al Bano e Romina Power Felicità sotto il titolo Une chanson dans le cœur. Questa canzone sarà poi ripresa dal cantante svizzero Anthony Martinez.
Nel giugno 2005, Eve fa uscire il suo terzo album Viens, da cui saranno estratti i singoli Viens e una cover di Michel Sardou, dal titolo Je vais t'aimer.
Eve Angeli è attualmente impegnata nell'associazione People for the Ethical Treatment of Animals (PETA), che lotta contro l'utilizzo delle pellicce animali. Per aiutare l'associazione, Eve ha fatto uscire un calendario 2007 i cui proventi saranno devoluti completamente alla PETA. Lo slogan del calendario è «Je préfère être nue que porter de la fourrure» (Preferisco stare nuda che mettermi una pelliccia).
Eve Angeli ha creato una linea di scarpe "Jet 7", con lo stesso scopo di proteggere gli animali.
Talvolta lavora come cronista nell'équipe di Laurent Ruquier su Europe 1 nella sua trasmissione «On va s'géner» dal settembre 2007.
Nel novembre 2008 esce il suo quinto album "Revolution" che contiene il singolo Na Na Naa(le zapping) e molti inediti per un totale di quindici canzoni.

## Discografia

### Album studio
- 2001 - Aime-moi
- 2002 - Nos différences
- 2004 - Le meilleur d'Eve Angeli
- 2005 - Viens
- 2008 - Revolution
- 2014 - Chaque Matin

### Singoli
- 2000: Avant de partir
- 2001: Elle
- 2001: Je sais
- 2002: C'est pour ça
- 2002: Nos différences - Caught in the middle (con gli a1)
- 2003: Ma prière
- 2004: Felicità - Une chanson dans le cœur (cover di Al Bano e Romina Power)
- 2005: Viens
- 2006: Je vais t'aimer / La Solitudine
- 2007: Nanana Le Zapping
- 2014: Une Histoire Inachevée

## Premi
- NRJ Music Awards:
  - Révélation francophone (2002)

### Autobiografie
- Eve Angeli, Ma revanche, mon innocence (avec la collaboration de Laurent Courageux). Montesson: City éditions, 2004. 209 p.-[16] p. de pl., 24 cm. ISBN 2-915320-18-7.